# AgustaWestland AW189
AgustaWestland AW189 — двухдвигательный сверхсреднемагистральный вертолёт производства компании Leonardo S.p.A. Создан на базе AW149 и имеет общие черты с AW139 и AW169.

## Разработка
20 июня 2011 года на международном авиасалоне в Париже компания AgustaWestland официально объявила о разработке восьмитонного двухдвигательного AW189. Компания планировала сертифицировать новый вертолет к 2013 году, а ввести его в эксплуатацию в 2014 году.
AW189 является гражданской версией военного AW149, который, в свою очередь, является увеличенной версией AW139. В 2011 году генеральный директор AgustaWestland Бруно Спаньолини заявил: «AW139 и AW189 — два очень разных вертолёта, но оба имеют одну и ту же общую конструктивную концепцию». Основными направлениями для AW189 должны стать вертолётная поддержка работ на морских платформах, поиска и спасения (SAR), а также пассажирские и грузовые перевозки.
21 декабря 2011 года первый AW189 совершил первый полёт на территории штаб-квартиры компании AgustaWestland в деревне Кашина Коста, муниципалитет Самарате, Италия. В ходе программы лётных испытаний использовали шесть AW189 — четыре прототипа и пару предсерийных вертолётов.
Предсерийные вертолёты использовали для разработки наборов миссий и конфигураций для морских операций и поисково-спасательных работ (SAR), что позволило сразу сертифицировать их и предоставить заказчику. В августе 2013 года пятый прототип был отправлен в Великобританию, чтобы британское отделение компании AgustaWestland могло начать работу по сертификации это типа вертолётов для операций SAR.
В июне 2013 года компания AgustaWestland объявила о начале полномасштабного производства AW189.
В октябре 2013 года провели первый полёт первого серийного образца. Одновременно шли работы по созданию второй производственной линии для этого типа в центре AgustaWestland в Йовиле (Великобритания).
В феврале 2014 года AW189 получил сертификат модели от Европейского агентства авиационной безопасности (EASA), Федеральное управление гражданской авиации (FAA) выдало свой сертификат на этот тип вертолёта в марте 2015 года, а в августе этого же года Межгосударственный авиационный комитет (МАК) выдал гражданский сертификат на AW189.

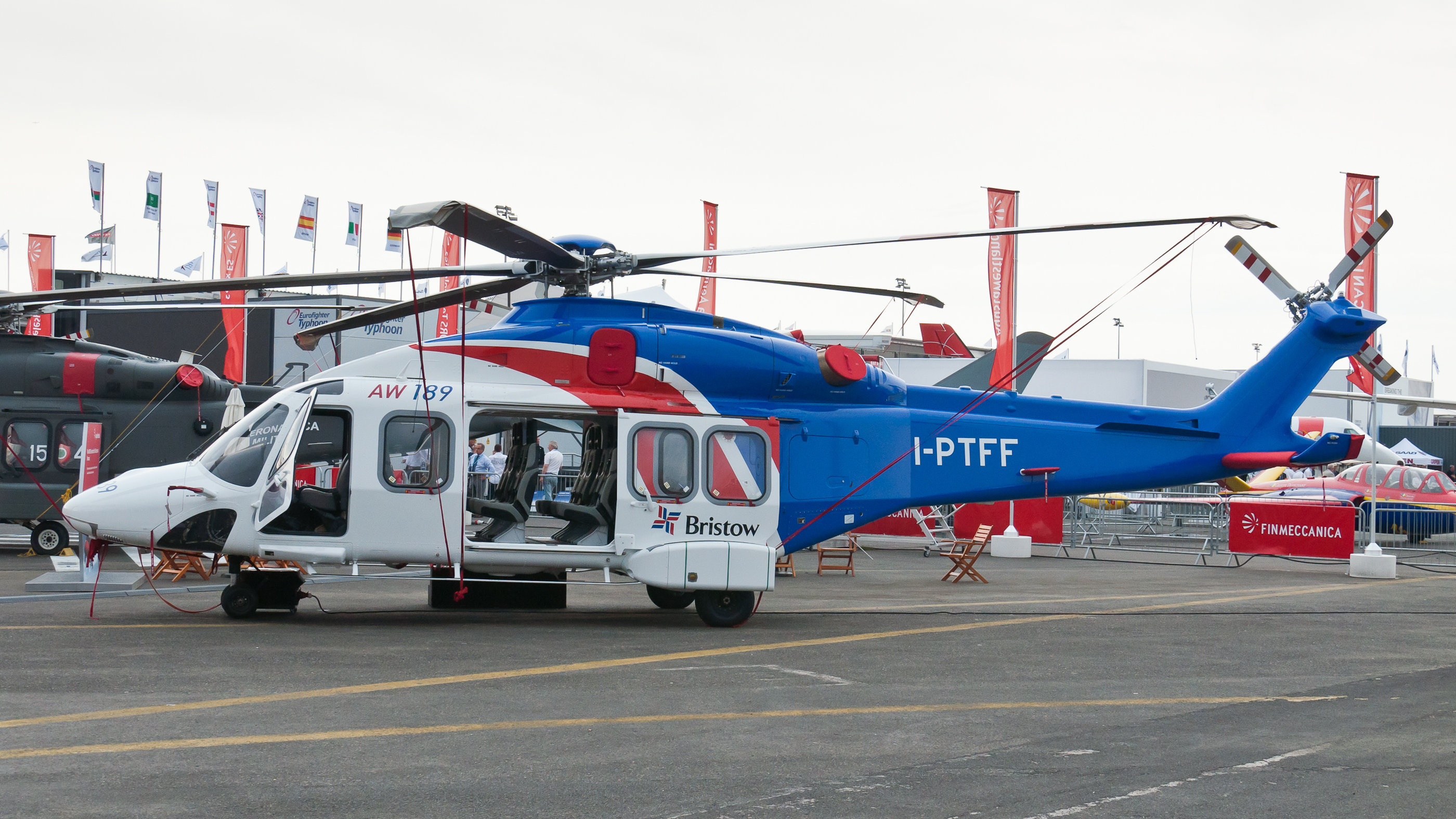
AgustaWestland AW189 на Парижском авиасалоне 2013 года

В июне 2015 года появились сообщения, что медленная разработка систем защиты от обледенения, которые должны быть установлены на AW189, отложила введение в эксплуатацию британской компанией Bristow Helicopters операций SAR с использованием модели, которая на тот момент находилась в состоянии «оперативной оценки». В сентябре 2015 года компания AgustaWestland объявила, что EASA получила сертификат на систему ограниченной защиты от обледенения AW189, и заявила, что этот вертолёт стал первым в своей категории, получившим этот сертификат.
Осенью 2015 года компания AgustaWestland провела испытания в условиях обледенения на Аляске. Это обеспечивало сертификацию полета в условиях полного обледенения в рамках усилий по квалификации модели как вертолёта для поисково-спасательных работ. Срок запланированной валидации системы полной защиты от обледенения — середина 2016 года.
В октябре 2017 года Leonardo объявила о разработке варианта AW189K, оснащенного двумя турбовальными двигателями Aneto-1K мощностью 2500 л.с. производства Safran Helicopter Engines. Сертификация AW189K по стандартам EASA первоначально ожидалась в конце 2018 года, но в итоге была получена в июне 2020 года. При выполнении операций в условиях низкой плотности воздуха из-за высокой температуры окружающей среды и большой высоты над уровнем моря дополнительные 500 л.с. (370 кВт) на двигатель — выгодны, а удельный расход топлива Aneto при этом планировался на 10% ниже, чем у заменённых CT7. Стартовым заказчиком AW189K стала катарская компания Gulf Helicopters.

## Дизайн
AW189 — среднеразмерный двухдвигательный вертолет с пятилопастным полностью шарнирным несущим винтом, четырехлопастным рулевым винтом и убирающимся трехколесным шасси. Аппарат оснащён двумя турбовинтовыми двигателями General Electric CT7-2E1.
AgustaWestland называет AW189 вертолетом «суперсреднего класса», подчеркивая его пригодность для дальних полётов.
В ходе разработки AW189 был спроектирован в соответствии с последними международными нормативными требованиями безопасности EASA/FAA Part 29, JAR OPS 3/EU-OPS. Главный редуктор был разработан для обеспечения 50-минутного холостого хода (это превышает требования и является уникальной особенностью AW189) — это особенно важно для использования модели в морских операциях, таких как поиск и спасение, а также в работах для нефтяной и газовой промышленности.
Особенности AW189 намеренно схожи с AW139 и AW169: эти вертолеты имеют близкие летные характеристики, средства безопасности и философию проектирования. Области эксплуатации вертолёта, такие как техническое обслуживание и расположение кабины, также продолжают эту концепцию, что, как сообщается, повышает экономическую эффективность эксплуатации.
У кабины высокий уровень внешнего обзора и усовершенствованы технологии ситуационной осведомленности, а дизайн разработан для снижения нагрузки на экипаж и повышения безопасности.
Авионика AW189 полностью интегрирована и включает в себя: 
- четыре цветные ЖК-панели,
- четырехкоординатную двухдуплексную цифровую систему автоматического управления полетом,
- автопилот,
- поисковый/погодный радар,
- речевой самописец,
- регистратор полетных данных, совместимый с очками ночного видения,
- систему мониторинга здоровья и использования,
- систему подвижных карт,
- SATCOM,
- систему синтетического зрения,
- систему аварийного локатора,
- систему уклонения вертолёта от столкновения с местностью (HTAWS),
- систему уклонения от столкновения с транспортом II (TCAS II),
- пеленгатор,
- инфракрасную камеру переднего обзора (FLIR),
- УКВ/УВЧ радио[23][24].

Авионика была спроектирована с использованием открытой архитектуры, что облегчает модернизацию и внесение дополнений по желанию заказчика, а также позволяет использовать дополнительные опции.
В зависимости от конфигурации, в салоне AW189 могут разместиться до 19 пассажиров и два члена экипажа. По данным AgustaWestland, у AW189 самый большой салон в своем классе, доступ в который осуществляется через большие раздвижные двери по обе стороны фюзеляжа. Также имеется отдельный багажный отсек с внешним доступом.
Интерьер салона настраивается в зависимости от выполняемой миссии; он включает автономную компоновку для службы экстренной медицинской помощи (EMS), пассажирские конфигурации (с предлагаемыми системами развлечений в полете), консоли для поисково-спасательных операций и решения задач правоохранительных органов. Также может быть установлена дополнительная перегородка между кабиной пилота и основным салоном.
При определенных условиях и ограничениях вертолёт может пилотировать один пилот.
На AW189 может быть установлено различное дополнительное оборудование, включая комплекты быстросъемных канатов, внешнюю электрическую таль, грузовой крюк, кондиционер, вспомогательные топливные баки, консоль миссии, аварийную систему плавучести (сертифицированную до Sea State 6), внешние спасательные плоты, аварийное освещение, внешний поисковый фонарь, пузырьковые окна основной кабины, систему защиты от поражения электрическим током, системы антиобледенения нескольких уровней защиты.

## История эксплуатации
В июле 2013 года компания AgustaWestland сообщила, что получила более 80 заказов и опционов на AW189. К марту 2015 года было получено около 150 заказов.
7 января 2015 года компания AgustaWestland объявила о заключении сделки на поставку 160 вертолетов AW189 российской нефтяной компании «Роснефть» до 2025 года. Эти вертолеты будут произведены компанией HeliVert, совместным предприятием Leonardo и «Вертолетов России» (дочерняя компания корпорации «Ростех»). По условиям соглашения, заключенного в 2015 году, HeliVert будет отвечать за окончательную сборку предназначенных для России и стран СНГ AW189 на подмосковном заводе в Томилино. Также компания получит эксклюзивную лицензию на маркетинг и производство AW189 на рынке России и СНГ.
В августе 2013 года британская компания Bristow Helicopters начала продвигать AW189 среди клиентов, компания планировала заменить парк Eurocopter AS332 Super Puma на AW189. В 2014 году, 21 июля, именно компания Bristow выполнила первый коммерческий полет этой модели. Также Bristow закупает 11 AW189 с конфигурацией SAR в рамках 11-летнего контракта, по которому компания берёт на себя выполнение поисково-спасательных операций в Великобритании от Королевского флота и Королевских ВВС.
В июле 2014 года заказчик из Малайзии Weststar Aviation получил первый AW189 в ходе церемонии на авиасалоне Фарнборо в Хэмпшире, Великобритания. В ноябре 2014 года заказчик из Катара Gulf Helicopters официально ввел в эксплуатацию первую партию AW189. В октябре 2014 года Lease Corporation International (LCI) стала первым лизингодателем, получившим AW189.
19 января 2015 года американский вертолётный оператор AAR Airlift и партнер British International Helicopters (BIH) получили 10-летний контракт стоимостью £180 млн ($275 млн), начиная с апреля 2016 года, на поддержку операций министерства обороны Великобритании на Фолклендских островах. Два AW189 будут выполнять функции SAR от имени британских сил, размещенных на аэродроме Маунт-Плезант на островах в Южной Атлантике, заменив RAF Sea Kings, которые будут выведены из эксплуатации в конце марта 2016 года.
После заказа двух AW189 Пекинским муниципальным бюро общественной безопасности в ноябре 2021 года, Министерство транспорта Китайской Народной Республики заказало шесть AW189 для своего Бюро спасательных работ в марте 2022 года. Срок поставки — 2023 год.
По состоянию на март 2022 года, в мире насчитывалось 73 вертолёта AW189.

## Операторы

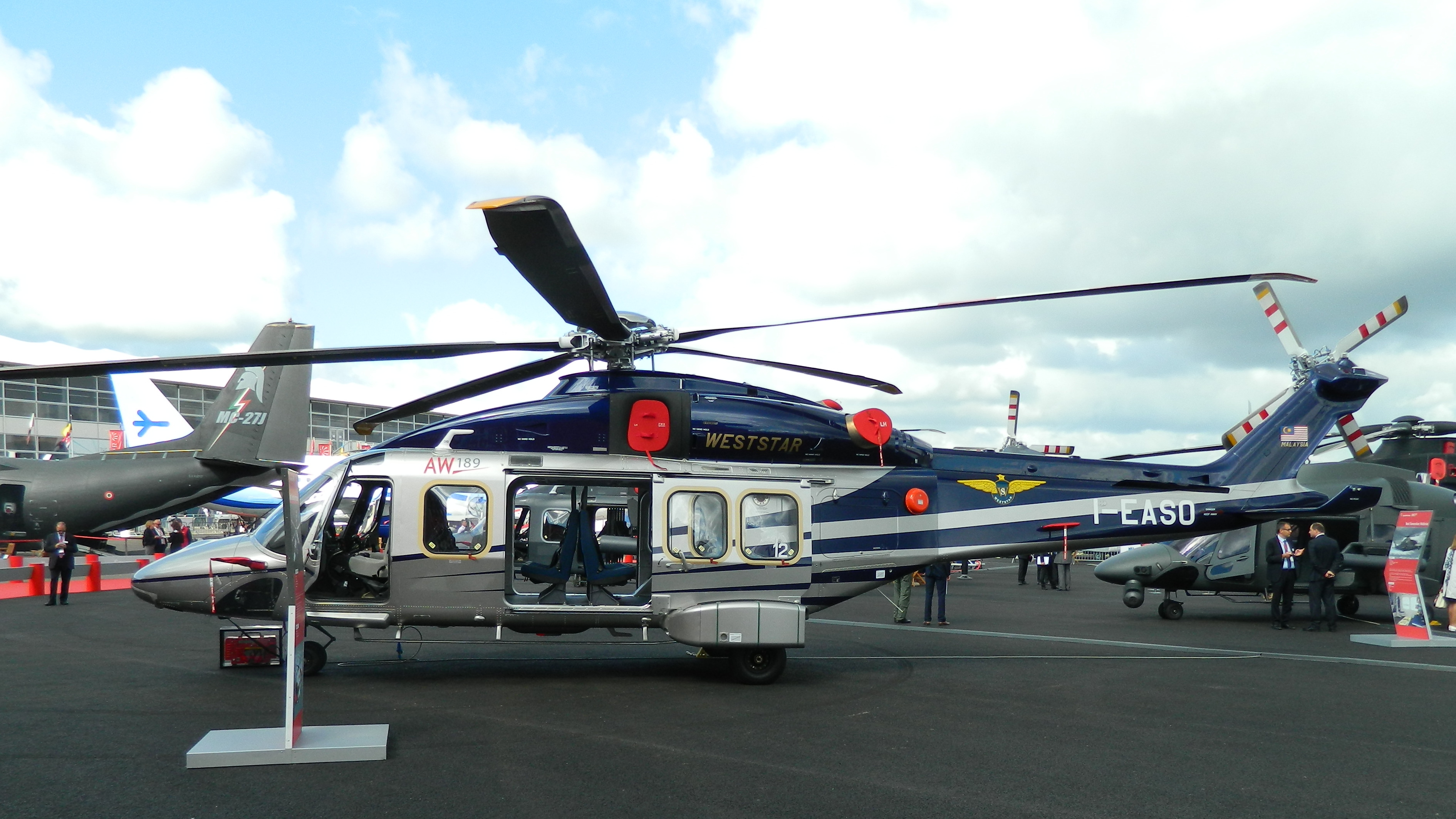
Вертолёт AW189 компании Weststar Aviation демонстрируется на авиасалоне Фарнборо 2014 в Англии перед отправкой заказчику

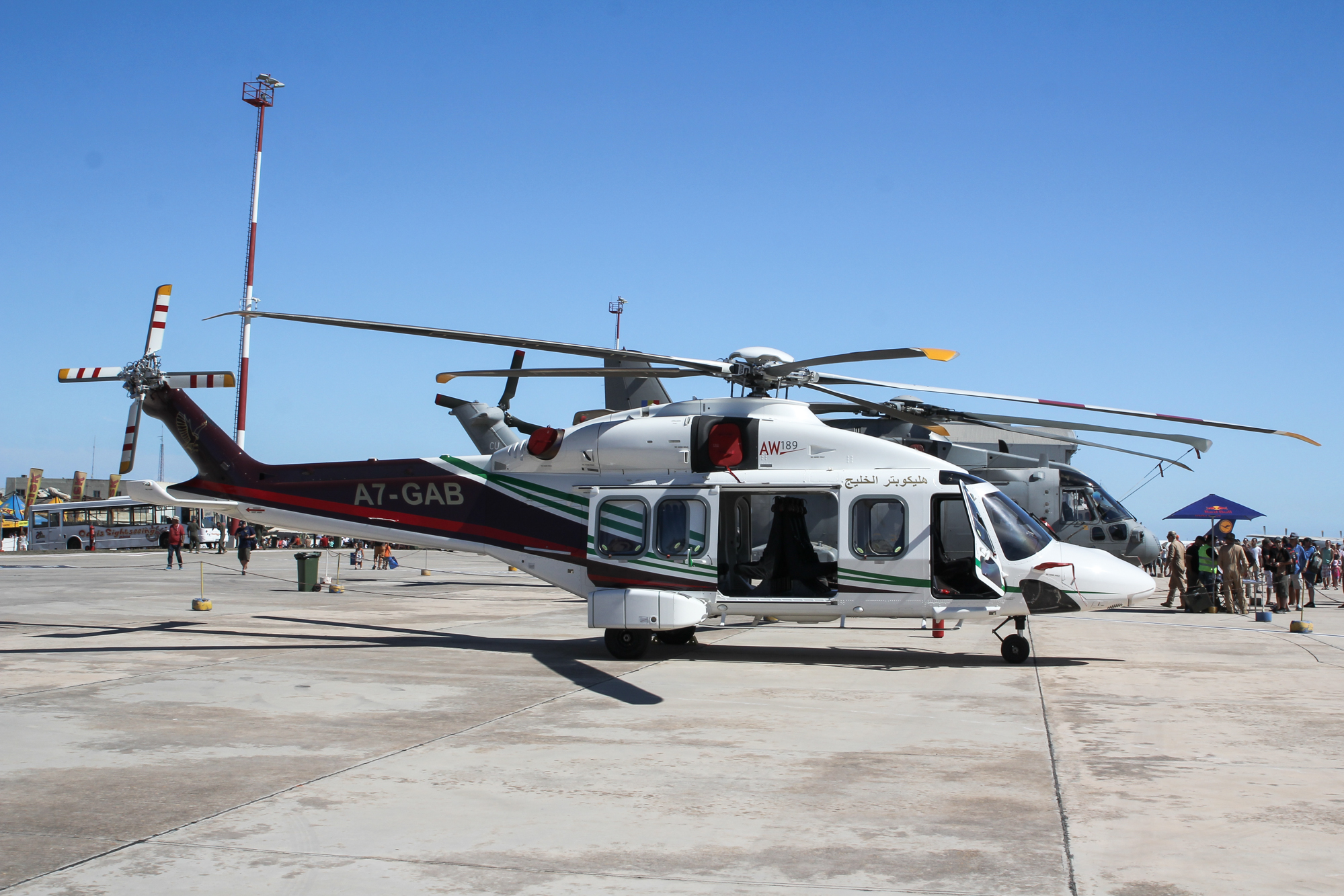
Вертолёт AW189 компании Gulf Helicopters перед поставкой демонстрируется на Мальтийском международном авиасалоне 2015 года перед отправкой заказчику

### Военные
- Египет: ВВС Египта (8 по заказу)[36]

### Гражданские
- Великобритания: Bristow Group (HM Coastguard) (11 в эксплуатации)[37]
- Вьетнам: Вертолетная компания Южного Вьетнама[38][39]
- Индонезия: Индонезийская национальная полиция (2 в эксплуатации)[40][41]
- Катар: Gulf Helicopters (15 на заказ)[42]
- Малайзия: 
  - Weststar Aviation (2 на заказ)[43]
  - Пожарная служба[44][45][46]
  - Малайзийское морское управление (4 на заказ)[47]
- Нидерланды: Береговая охрана Нидерландов[48]
- ОАЭ: Дубайское королевское авиакрыло (Dubai Royal Air Wing) (1 на заказ)[49]
- Россия: Эксон Нефтегаз Лимитед[50]
- Республика Корея: Управление пожарной охраны и стихийных бедствий Сеула[46]
- США: Milestone Aviation Group (3 на заказ)[51]
- Япония: Пожарная служба Токио (1 на заказ)[52]

## Технические характеристики AW189

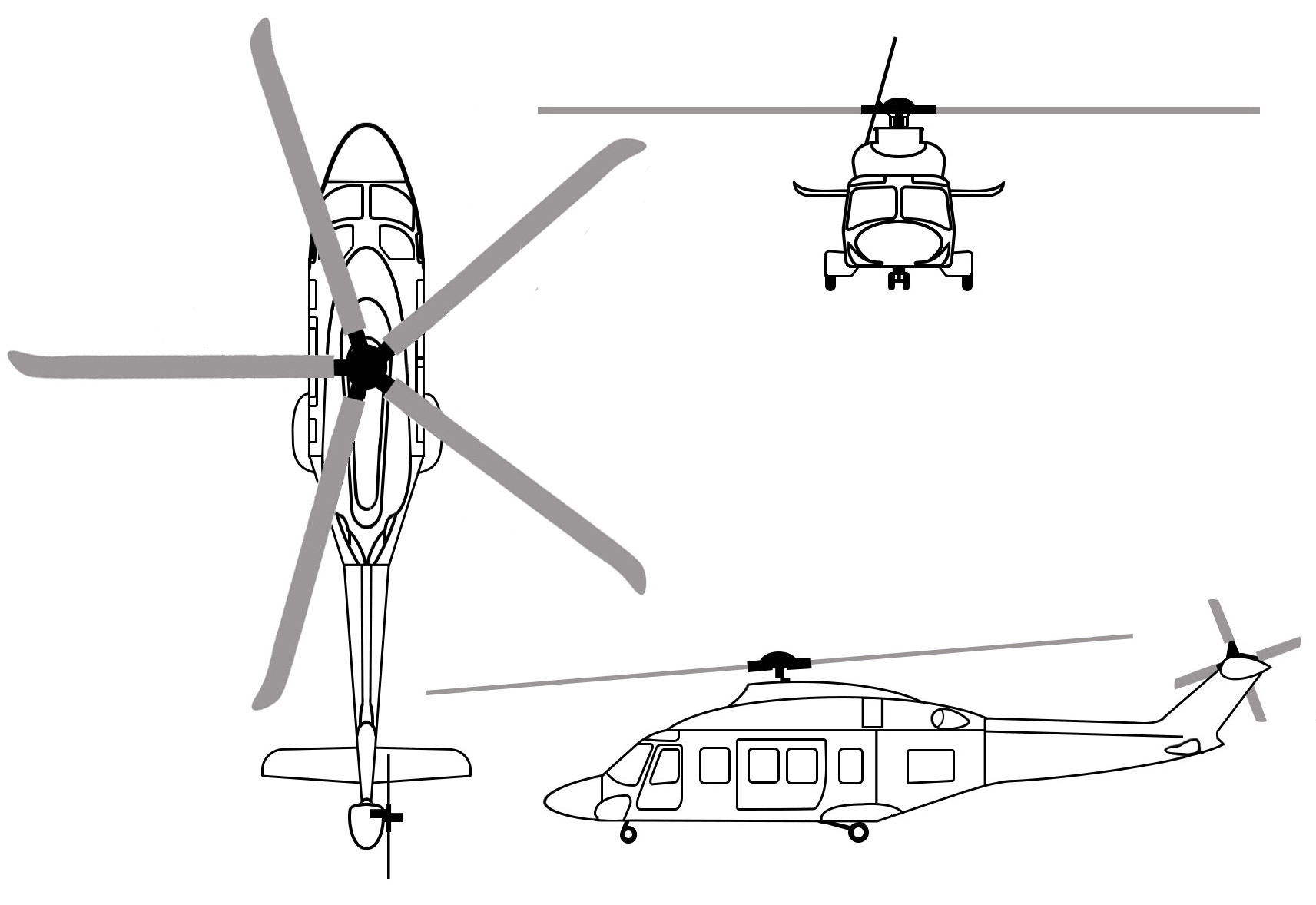
Drawing lines

Данные из сертификата типа EASA и Yeovil's New Twin

### Общие характеристики
- Экипаж/пассажиры: 1 или 2 пилота, до 19 пассажиров
- Длина: 17,60 м общая длина, вращающиеся роторы
- Высота: 4,98 м
- Полная масса: 8 300 кг
- Топливный бак стандартный: 2 063 литров
- Топливный бак дополнительный: 506 литров
- Площадь крыла: 53,3 м2
- Силовая установка: 2 × турбовальных двигателя General Electric CT7-2E1
- Максимальная взлётная мощность: 2 × 2000 л.с.
- Диаметр винта: 14,60 м

### Производительность
- Максимальная скорость: 313 км/ч
- Крейсерская скорость: 267-278 км/ч
- Динамический потолок: 3 000 м
- Дальность полёта: 370-907 км[24][54]